# South Beach-dieet
Het South Beach-dieet is een dieet waarbij alleen goede koolhydraten en vetten gegeten worden.
Het dieet is in de Verenigde Staten ontwikkeld door dokter Agatston, een cardioloog die zijn cliënten een goed dieet wilde voorschrijven. 
Volgens Agatston is het geen dieet, maar een leefwijze.
Het dieet wordt vaak vergeleken met het Atkins-dieet. Het verschil is dat Agatston een onderscheid maakt tussen goede en slechte koolhydraten, en goede en slechte vetten. Het oorspronkelijke Atkins-dieet maakt dit onderscheid niet. Agatston gelooft dat het eten van slechte koolhydraten leidt tot insulineresistentie, wat uiteindelijk leidt tot diabetes en overgewicht. Verder gelooft hij ook in het vrijwel algemeen geaccepteerde beginsel dat slechte vetten leiden tot hart- en vaatziekten.

## Koolhydraten en vetten

### Goede en slechte koolhydraten
Het dieet maakt een onderscheid tussen goede en slechte koolhydraten.
- Goede koolhydraten zitten in vezelrijk voedsel of in voedsel dat veel goede vetten bevat. Deze koolhydraten hebben een lage glykemische index. Deze index geeft aan in hoeverre koolhydraten snel of langzaam opgenomen worden door het lichaam en in hoeverre dit leidt tot een verhoging van het bloedsuikerniveau. Goede koolhydraten zitten in ongeraffineerd voedsel. Voorbeelden zijn: zilvervliesrijst, volkoren brood, volkoren pasta. Verder is het advies om extra vezels of goede vetten aan de maaltijd toe te voegen zodat de koolhydraten langzamer opgenomen worden.
- Slechte koolhydraten hebben een hoge glykemische index en zitten in vezelarm, geraffineerd voedsel. Voorbeelden zijn: witte rijst, wit brood, gewone pasta.

### Goede en slechte vetten
Het dieet maakt een onderscheid tussen goede en slechte vetten.
- Goede vetten zijn de meervoudig onverzadigde vetten en met name de omega 3-vetten. Voorbeelden van de vetten zijn: visolie, plantaardige olie.
- Slechte vetten zijn verzadigde vetten of transvetten. Voorbeelden zijn: varkensvet, roomboter, gehydrogeniseerde plantaardige vetten.

## Drie fasen
Het dieet bestaat uit drie fasen:
- Fase 1: Geen koolhydraten, deze fase is bedoeld om te ontwennen aan de honger naar koolhydraten. Deze fase duurt twee weken.
- Fase 2: Deze fase houdt men in principe vol tot het streefgewicht is bereikt. In deze fase worden geleidelijk aan weer koolhydraten aan het voedingspatroon toegevoegd.
- Fase 3: In deze fase is het de bedoeling het streefgewicht te behouden. In principe mag nu alles weer gegeten worden, mits men er niet van aankomt.